# Hippodrome Royan Atlantique
L'Hippodrome Royan Atlantique est un hippodrome français situé sur la commune des Mathes, dans le quartier de La Palmyre en Charente-Maritime (région Nouvelle-Aquitaine), à une vingtaine de kilomètres au nord-ouest de Royan. 
Le centre d'entrainement de l'hippodrome accueille sur son site les deux principaux entraîneurs pour l'obstacle de France : Arnaud Chaillé-Chaillé et Guillaume Macaire. Jacques Ricou, cravache d'or 2007 et 2008, s'entraine aussi à La Palmyre.